# ミクリ属
ミクリ属（Sparganium）はガマ科の属の一つ。主として北半球の温帯、寒帯に20種ほどが分布する。かつては独立のミクリ科（Sparganiaceae Hanin, 1811）とされていた。

## 概要
多年生の抽水性水草で、地下に根茎があって横に這う。葉は二列性で、細長く、柔らかでやや立ち上がるか水面に漂う。葉の基部は葉鞘となる。
花は単性、雌雄別に球状の頭状花序をつくり、茎の上に雄花序、下に雌花序が数個ずつつく。花序はやや枝分かれすることもある。雄花、雌花共に鱗片のような花被片があるが、基部にあるのみで目立たない。雄花には3-6個の雄蘂があり、花被片から突出する。風媒花で、花粉は風によって散布される。雌花では雌蘂には複数の心皮があるが、そこから一個だけが種子となる。果実は堅果であるが、表面はやや柔らかい。

## 分類
分子時計によると、ミクリ属とガマ属が分岐したのは白亜紀後期（7200万年前）だと推定されている。（注）Sulman et al.は化石記録を用いた年代補正にガマ科の基部を指定しているため（”The crown of the Typhaceae was given a minimum age of 70 Myr using a lognormal distribution prior based on fossil evidence”），ガマ属とミクリ属の分岐年代は推定していない。また，彼らの推定したミクリ属内の分岐年代には誤りがあることがHeled & Drummondによって指摘されている。
Cook and NichollsはSparganium emersumに亜種subsp. acauleとsubsp. emersumを認めたが，この種は多系統群であることがIto et al.によって指摘されている。
- Sparganium 亜属 - 柱頭・子房室は2
  - ミクリ Sparganium erectum L.
  - Sparganium eurycarpum - 北米
- Xanthosparganium 亜属 - 柱頭・子房室は1
  - チシマミクリ Sparganium hyperboreum Laest.
  - ヒナミクリ Sparganium natans
  - Sparganium androcladum (Engelm.) Morong, Bull. - 北米
  - Sparganium americanum Nutt. - 北米
  - ヒメミクリ Sparganium subglobosum Morong, Bull. 分布は、本州、四国、九州、沖縄、朝鮮、中国、ロシア
  - ウキミクリ Sparganium gramineum Georgi
  - Sparganium fluctans (Engelm.) B.L.Rob. - 北米
  - ホソバウキミクリ Sparganium angustifolium Michx.
  - ヤマトミクリ Sparganium fallax Graebn.
  - ナガエミクリ Sparganium japonicum Rothert
  - タマミクリ Sparganium glomeratum Laest.
  - エゾミクリ Sparganium emersum Rehmann.
  - Sparganium acaule (Beeby ex Macoun) Rydb. - 北米[4]

Sulman et al.は分子データに基づき二例の雑種形成を報告しているが（S. japonicum × S. fallaxとS. angustifolium × S. emersum），後者の結論は誤りであることがIto et al.によって指摘されている。